# Léon van Hout
Léon van Hout (Liegi, 28 novembre 1864 – Bruxelles, 23 novembre 1945) è stato un violista belga.
Dal 1888 al 1894 van Hout fu la viola del Quartetto Ysaÿe, insieme al violoncellista Joseph Jacob e ai violinisti Mathieu Crickboom e Eugène Ysaÿe. Divenne prima viola del teatro La Monnaie/De Munt nel 1889.
Van Hout divenne insegnante di viola al Conservatorio di Bruxelles nel 1893. Fu il padre della scuola di viola belga e influenzò significativamente la successiva generazione di violisti, tra i quali Robert Courte, che gli succedette nella cattedra al conservatorio, Charles Foidart, Lionel Blomme e Gaston Jacobs. Fu di ispirazione per molti compositori belgi, che scrissero e gli dedicarono musica per viola, tra cui il concerto per viola e orchestra op. 54 (1942) di Jean Absil, la suite per viola e orchestra op. 67 (1940) di Francis de Bourguignon, il concerto doppio per viola, pianoforte e orchestra op. 34 (1946) e il quartetto per quattro viole op. 24 (1942) di Raymond Chevreuille, la Pastourelle per viola e pianoforte (1934) e la sonatina per flauto e viola (1934) di Albert Huybrechts, il concerto in sol minore per viola e orchestra op. 13 di Séraphin Lonque e la Suite Polonaise per viola e pianoforte (1896) di Léopold Wallner.